# La forme des prières et chants ecclésiastiques
La forme des prières et chants ecclésiastiques är en koralbok som gavs ut i Genève 1542, ur vilken melodin hämtades till 1695- och 1819 års psalm Till dig ur hjärtegrunden. På grund av sitt ursprung benämns denna koralbok på svenska ofta också Genève koral.

## Psalmer
- Till dig ur hjärtegrunden (1695 nr 100, 1819 nr 183, 1937 nr 279, 1986 nr 538)  "huvudtext" 1819 och samma melodi som:
  - Befall i Herrens händer (1819 nr 224)
  - För hela världen vida (1921 nr 546, 1937 nr 250, 1986 nr 416)
  - Gud, lär mig dock besinna (1819 nr 448)
  - Jag lyfter mina händer (1695 nr 95, 1819 nr 33 men småningom och i följande psalmböcker annan tonsättning) Finns på Wikisource.
  - Min Gud och Fader käre (1695 nr 355, 1819 nr 425, 1937 nr 425, 1986 nr 491)
  - Min Gud jag nu åkallar (1695 nr 73)
  - Vak upp! Hör väkten ljuder (1819 nr 165, 1937 nr 257, 1986 nr 535)